# MediaWorks
MediaWorks, Inc. (株式会社メディアワークス?, Kabushiki kaisha MediaWākusu)  è una casa editrice giapponese facente parte del gruppo Kadokawa e famosa per le sue riviste ed i libri col marchio Dengeki (電撃? Shock elettrico).
Ciò include anche riviste famosi quali la Dengeki Daioh e la Dengeki G's Magazine, assieme al marchio più famoso delle light novel pubblicate dalla MediaWorks, la Dengeki Bunko.
La società punta sugli otaku maschili giapponesi nella pubblicazione di anime, light novel, manga e visual novel. Tuttavia ci sono anche pubblicazioni per il genere femminile, come le riviste Comic Sylph, Dengeki Girl's Style, e Character Parfait, nonostante ognuna di esse sia una versione speciale di altre riviste esistenti.
La MediaWorks propone iniziative annuali per premiare il romanzo o il manga più originale, come per esempio il Dengeki shōsetsu taishō. La compagnia, inoltre, sta organizzando una sua fusione con la ASCII per il 1º aprile 2008; il nome dopo la fusione diverrà ASCII Media Works.
Oltre a materiale stampabile, la MediaWorks ha collaborato anche con la pubblicazione di altro materiale. Hanno sviluppato e pubblicato visual novel per il mercato giapponese, come per le famose serie Kasimasi ~Girl Meets Girl~, Shakugan no Shana e Ichigo Mashimaro. La MediaWorks ha anche collaborato nella produzione di serie animate o OAV.
Nello stesso anno che viene chiusa, il 2008, si fonde con ASCII, dando nuovo alla nuova casa editrice ASCII Media Works.

## Riviste pubblicate

### In pubblicazione
- Comic Sylph
- Dengeki Bunko Magazine
- Dengeki Daioh
  - Dengeki Moeoh
- Dengeki G's Magazine
  - Dengeki G's Festival!
    - Dengeki G's Festival! Anime
    - Dengeki G's Festival! Comic
    - Dengeki G's Festival! Deluxe
- Dengeki Hime
- Dengeki Hobby Magazine
- Dengeki Maoh
  - Dengeki Black Maoh
  - Dengeki DS & Wii Style
- Dengeki Nintendo DS
  - Character Parfait
- Dengeki PlayStation
  - Dengeki Girl's Style
  - Dengeki Online D
  - Dengeki PS2
  - Dengeki PSP

### Interrotte
- Active Japan
- Dengeki 3DO
- Dengeki Adventures
- Dengeki AniMaga
- Dengeki Comic Gao!
- Dengeki Dreamcast
- Dengeki hp
- Dengeki Oh
- Dengeki Shōnen
- Dengeki Teioh

## Etichette di pubblicazione
Dengeki Bunko
Dengeki Bunko (電撃文庫?) è l'etichetta di light novel per il pubblico maschile creato nel giugno del 1993. Con questa etichetta vengono pubblicate molte opere di nuovi autori, anche attraverso il Dengeki shōsetsu taishō, la premiazione per le più importanti novità. L'ottavo volume del Kino's Journey, originariamente pubblicato nell'ottobre del 2006, fu il millesimo romanzo pubblicato.
Dengeki Comics
Dengeki Comics (電撃コミックス?, Dengeki Komikkusu) è l'etichetta con cui vengono pubblicati manga per un pubblico maschile. La Dengeki Comics EX è un'etichetta collegata alla principale Dengeki Comics, che pubblica un minor numero di Tankōbon. Molti dei manga pubblicati con questa etichetta sono serializzati nella rivista seinen Dengeki Daioh.
Dengeki G's Bunko
Dengeki G's Bunko (電撃G's文庫?) era un'etichetta creata nel 1997 per le light novel per un pubblico maschile e basate su giochi bishōjo. L'etichetta era curata da tre uomini: Mizuhito Akiyama, Hideyuki Kurata e Masanori Date. Nel 2003 l'etichetta venne sospesa e sostituita colla Dengeki Game Bunko.
Dengeki Game Bunko
Dengeki Game Bunko (電撃ゲーム文庫?, Dengeki Gēmu Bunko) è un'etichetta creata nel 1994 per i gioco di ruolo. L'etichetta venne sospesa nel settembre del 1997 e ripresa nel dicembre del 1999 come pubblicatrice di light novel e giochi per computer.
Sylph Comics
Sylph Comics è un'etichetta che pubblica manga per femmine. I manga pubblicati con questa etichetta sono in genere serializzati precedentemente nella rivista shōjo Comic Sylph. Il primo Tankōbon venne pubblicato il 21 marzo 2008.